# Pour l'étoile S.V.P.
Pour l'étoile S.V.P. er en fransk stumfilm fra 1908 af Georges Méliès.